# Здание поликлиники (улица Мясникова)
Здание поликлиники — историческое здание первой половины XX века в Минске, памятник архитектуры (номер 712Г000145). Расположено по адресу: улица Мясникова, дом 26.

## История
Здание построено в 1928—1933 годах для размещения поликлиники. Автор проекта — главный архитектор Минска Г. Якушко. Это было одно из первых в Белоруссии зданий для специализированных лечебных учреждений. В 1960-е гг. здании был размещён городской кардиологический диспансер, находившийся там до 1980-х гг.. В настоящее время в здании размещаются учреждения Министерства финансов Республики Беларусь.

## Архитектура
Здание построено в стиле конструктивизма. Кирпичное двух-трёхэтажное здание имеет Г-образную форму в плане. Центральная двухэтажная часть, соединяющая два боковых равновеликих крыла, имеет скруглённую форму. Композиция здания благодаря криволинейному абрису выразительна и пластична. Крылья завершаются 2-3-этажными объёмами, приблизительно квадратными в плане, со скатной крышей. Фасады торцевых объёмов не декорированы, а в угловой части здания простенки рустованы. Наиболее сложную форму и компоновку помещений имеет северо-восточный объём, где расположены два входа. Главный вход ведёт непосредственно на лестничную клетку. Её объём выступает на фасаде.